# 네가 부르는, 메기드의 언덕에서
《네가 부르는, 메기드의 언덕에서》(君が呼ぶ、メギドの丘で 키미가요부, 메기도노오카데[*])는 Leaf에서 2008년 12월 26일에 발매한 어덜트 게임이다. 참고로 게임발매 전 2008년 10월 3일부터 11월 3일까지에 걸쳐 아리스소프트의 투신도시III와 합동 예약 켐페인을 벌인바 있다.

## 개요
본 게임은 리프에서 이전에 전연령 브랜드 아쿠아플러스로 2003년에 Xbox/PC로 출시한 테네렛챠이후 2번째로 도전한 3D 기반의 어드벤처 게임+롤플레잉 게임으로 총 개발기간이 2년이상이 소요된 대작이다.
개발기간 못지않게 스탭진도 초호화진을 자랑하여 시나리오는 Active 시절부터 많은 팬들을 가지고 있었으며 리프에 이적하고나서 쿠사리 이후 2번째로 독자 시나리오를 맡은 마쿠라 나가레(RPG 시나리오의 경우는 역대 담당한 게임 시나리오 중 최초) 담당, 원화는 메인 원화가에 아리스소프트 시절 《밤이 온다》등의 원화를 맡았던 인기 원화가 Karan을 필두로 리프 소속의 미츠미 미사토를 비롯한 호화 원화진 4인방이 원화로 참여하였다. 당초 2007년말 출시 예정이었으나 미소녀 게임업계에 폴리곤을 사용한 게임이라는 것을 될 수 있는 한 어필하기 위해 발매를 대폭 미루었으며 또한 일본의 경우 저사양 유저가 많기 때문에 될 수 있는 한 적은 사양으로 화려한 3D 그래픽을 보여주기 위해 많은 노력을 기울였다.
게임 특징을 보면 어드벤쳐 파트의 경우엔 기존 출시된 게임들이 2D 기반 그래픽으로 대화시 인물그래픽을 표현하였으나 본 게임에서 카툰 렌더링풍의 3D 모델링 이미지를 사용하여 대화 중에도 역동적인 움직임을 보여준다. 한편 롤플레잉 파트의 경우 전형적인 롤플레잉 게임의 형식을 따르며 아이템 합성, 무기 강화등의 요소가 추가 되어있다.

## 게임 시스템

### 게임 난이도 선택
- 타이틀 화면에서 처음부터 시작을 선택하면 난이도 선택 화면이 등장한다. 1회차엔 STORY와 BATTLE모드가 등장하며 스토리에 집중하고 싶은 유저는 STORY모드를, 스토리와 전투 모두를 즐기고자 하는 유저는 BATTLE모드를 선택하여 플레이를 할 수 있도록 배려하고 있다.
- 어느 모드라도 1회차를 클리어하면 DEVIL모드를 선택할 수 있다. 이 모드에서만 등장하는 적이 존재하며 이를 쓰러트리면 DEVIL모드 한정의 레어 아이템을 얻을 수 있다.
- 적이 아군에게 주는 대미지 수정치는 BATTLE모드를 100%기준으로 STORY모드는 50%감소, DEVIL모드에선 25%증가한다.
- 아군이 적에게 줄 수 있는 대미지 수정치는 BATTLE모드를 표준으로 STORY모드는 2배증가, DEVIL모드에선 20%감소한다.

### 필드 이동
- 필드 이동에는 걷기와 뛰기 두 종류의 이동방법이 있다. 만약 이동 중 인물 또는 보물상자, 사물 등이 있을 경우에 화면 하단에 표시가 나타나며 그 상태에서 해당 표시에 마우스 클릭 또는 선택 버튼 등을 누르면 대화 등 해당 액션을 취하게 된다.
- 화면 하단에 미니맵이 표시되며(옵션에서 표시여부 지정 가능) 키보드 M키(또는 패드의 지정버튼)을 누르면 주인공 일행이 위치한 해당 지역의 전체맵을 확인할 수 있다. 단, 전체맵은 주인공 일행이 일단 한번 통과한 부분만이 맵에 표시된다.
- 필드 이동시에는 전투 진형에서 선두로 지정된 캐릭터가 표시된다.

### 캠프 화면
필드 이동 중이나 솔트벨 마을에서 키보드 C키(또는 패드의 지정버튼)를 누르면 캠프화면이 나타난다. 여기서 아이템이나 회복 스킬의 사용, 장비, 스테이터스 확인, 전투 진형 변경, 로드, 스킬 강화등을 할 수 있다.

#### 스킬 강화
- 전투 종료후 각 캐릭터별로 일정 스킬 포인트를 얻을 수 있다. 이를 이용하여 각자 가진 스킬을 강화하는 것이 가능하다. 스킬마다 강화 가능한 항목이 다르며(예:파이어 스킬의 경우 공격력, 범위, 화상에 걸릴 비율의 항목이 있다.) 각 항목별로 레벨이 존재하여 1레벨 강화 후 다시 강화하려 할 경우 이전보다 더 많은 스킬 포인트가 필요하다.
- 스킬 강화가 무조건 좋은 것은 아니다. 스킬을 강화할 경우 스킬 강화하기 이전보다 소모되는 MP나 HP양도 늘어나기고, 또한 한번 강화한 스킬은 이전 상태로 되돌리는게 불가능하기 때문에 스킬 강화를 하려 할 경우 신중하게 할 필요가 있다.

### 전투에 관하여
- 전투는 기본적으로 전투 시작시 랜덤으로 행동 순서가 정해진다. 단 이와 무관하게 낮은 확률로 랜덤 결정이 아닌 아군이 선제 공격을 하거나 적들이 먼저 공격하는 경우가 있다. 그 이후에는 행동력의 수치가 높은 순서대로 행동을 하게 된다. 즉, 적·아군 구분없이 행동 후엔 행동력이 자신보다 낮은 캐릭터의 앞으로 후퇴한다. 만약 아군 캐릭터가 행동력이 적 캐릭터에 비해 월등히 높을 경우엔 행동 직후에 항상 적 보다 앞으로 후퇴하여 적에게 행동 기회를 주지 않는것도 가능하다.
- 전투 중 적에게 공격또는 스킬을 사용 시 대상을 선택하려 하면 각 적들 위에 속성에 대한 표시가 나타난다. 각각 물리 공격, 물 속성, 불 속성, 번개 속성에 대한 효과가 얼마나 있는지를 나타내며 ◎는 상당한 대미지를 줄 수 있음(효과가 높음), ○는 어느 정도 대미지를 안길 수 있음(어느 정도 효과가 있음), -는 보통, △는 표준보다 안길 수 있는 대미지가 적음(효과가 적음), ×는 전혀 대미지를 줄 수 없음(전혀 효과가 없음)을 나타낸다.
- 전투가 아군의 승리로 종결되면 이후 경험치와 돈, 스킬 포인트, 아이템을 얻을 수 있다. 단, 종결 시점에서 기절한 캐릭터의 경우엔 경험치와 스킬 포인트가 주어지지 않는다.
- 전투 중 모두 기절했을 경우 리코인 아이템 2개를 소모하여 재전투가 가능하다. 단, 이렇게 재전투를 벌여서 얻는 경험치와 소지금은 크게 감소한다. 또한 DEVIL모드의 경우엔 리코인 아이템을 이용한 재전투는 불가능하다.

#### 전투 중 상태이상과 스테이터스 변화
- 전투 중에는 아군, 적군 구별없이 무기의 부가 효과나 일부 스킬에 의해 화상, 동상, 감전, 망각, 혼란의 상태 이상을 일으키는 경우가 있다.
- 화상의 경우는 매턴 HP를 5%씩 감소시키는 효과가 있다.
- 동상의 경우는 행동력을 50% 감소시키는 효과가 있다.
- 감전의 경우는 명중률을 30% 감소시키는 효과가 있다.
- 망각의 경우는 스킬을 사용할 수 없게 만들어 버린다.
- 혼란 상태에 빠질 경우엔 적/아군 구별없이 공격을 하거나 행동을 하지 않는 등 통제 불능의 상태에 빠진다.
- 그 밖에 몇몇 스킬을 사용하여 공격력/방어력 등의 스테이터스를 증가시키거나 감소시킬 수 있다.
- 각종 상태 이상이나 스킬에 의한 스테이터스 변화는 회복/해제 아이템이나 회복/해제 스킬을 사용, 또는 일정 시간이 흐르거나 전투가 종료되면 해제된다.
- 단, 몇몇 특정 지역의 경우 주위 환경에 의해 파티 구성원의 불또는 물에 대한 방어속성이 100을 넘지 못할 경우 자동적으로 전투 시 화상이나 동상 상태가 되는 경우가 있으며 이럴 경우엔 액세서리 장비 등을 통해 해당 속성을 100이상으로 맞출 필요가 있다.

### 세이브에 관하여
세이브는 시나리오 중 세이브 여부를 묻는 화면이 등장하는 경우나 필드 또는 솔트벨 마을의 세이브 포인트에서 가능하다.

#### 세이브 포인트
세이브 포인트는 각각 청색, 황색, 적색의 포인트가 있는데 각 세이브 포인트의 역할은 다음과 같다.
- 원칙적으로 모든 색의 세이브 포인트에서 세이브가 가능하다.
- 청색 세이브 포인트의 경우 HP, MP의 회복기능이 있다.
- 황색, 적색 세이브 포인트의 경우도 HP, MP의 회복기능이 있으나 이를 사용하기 위해선 리코인 아이템 1개가 필요하다.
- 청색과 적색 세이브 포인트간에 순간 이동이 가능하다. 청색 세이브 포인트는 다른 청색 세이브 포인트가 있는 곳으로 이동이 가능하며 적색 세이브포인트의 경우 제일 가까운 청색 포인트로의 일방통행 이동만 가능하다.

### 아이템에 관하여
아이템은 사용 용도에 의한 분류와 입수 방법에 따른 분류, 2가지 분류방법으로 분류가 가능하다.

#### 사용 용도에 의한 분류
사용 용도에 따라서는 소모성 아이템, 장비 아이템, 재료 아이템, 이벤트 아이템의 4가지로 분류된다.
- 소모성 아이템은 다시 HP·MP 회복 계열로 대표되는 언제나 사용가능한 아이템, 상태 이상을 회복 시키는 계열로 대표되는 전투 중에만 사용가능한 아이템, 능력치 향상이나 적과의 조우율은 낮춰주는 등의 작용을 하는 등의 효과를 가진 캠프 화면의 아이템 메뉴를 통해서만 사용가능한 아이템으로 나뉜다.
- 장비 아이템은 무기, 액세서리 등이 있으나 캠프 화면의 장비 메뉴를 통해서는 무기는 리스트만 열람 가능하며 액세서리 등만 직접 선택하여 장비가 가능하다.
- 재료 아이템은 아리스의 개조&정보점에서 무기를 강화할 때 사용된다.
- 이벤트 아이템은 스토리상 이벤트 발생이나 특정 장소와 반응하여 이벤트를 발생시키기 위한 아이템으로 열람만 가능하다.

#### 입수 방법에 따른 분류
입수 방법에 따라서는 도구점에서 입수가능한 아이템, 행상인을 통해 입수가능한 아이템, 보물 상자 및 필드 상의 적을 통해 입수가능한 아이템의 3가지로 나뉜다. 도구점과 행상인의 아이템과 관련해서는 관련 항목에서 설명한다.

### 솔트벨 마을
이야기의 시작이 된 무대이자 베이글 일행의 행동거점. 숙박소의 주인공방에서 현재 스토리상 상태를 파악할 수 있으며, 그 밖에 도구점, 무기개조&정보를 판매하는 아리스의 개조&정보점, 타 지역들로 이동 및 타 지역으로부터 돌아오기 위한 청색 세이브포인트가 갖춰져 있어 아무리 마을에서 멀리 떨어진 지역이더라도 그 지역에 청색 세이브포인트가 있다면 단번에 마을에서 이동하거나 또는 역으로 마을로 돌아와 아이템의 보충 등을 할 수 있다. 역할상 티어즈 투 티아라의 거점 아발론과 동일한 위치라 할 수 있다. 다만 티어즈 투 티아라가 SRPG라서 필드 이동의 개념이 없는 까닭에 월드맵에서 아발론을 선택하는 것만으로 거점으로 이동하는 것과 달리 본 게임의 경우 RPG인 까닭에 청색 세이브 포인트에서 멀리 떨어져갈 경우 다시 마을로 돌아오기는 점점 어려워진다. 그러므로 중간에 마을로 돌아와 수시로 아이템을 보충한다는 생각보다는 사전에 타 지역으로 이동하기 전에 가급적 충분히 아이템 등을 보충하는 것이 좋다.
- 도구점 및 아리스의 개조&정보점은 야하가 파티로 들어온 이후부터 이용가능하다.
- 교회에선 성서를 읽는 것이 가능하다(스토리 진행에 따라 읽게 되는 내용은 변경됨).
- 마을에 돌아오면 청색 세이브포인트와는 관계없이 HP와 MP가 회복된다.

#### 리토의 도구점
- 최초 판매되는 아이템 이후에 도구점에서 판매하는 아이템의 종류를 늘리기 위해서는 아이템 합성을 통해 새로운 아이템을 만드는 방법과 스토리 진행에 따라 자연스럽게 새로운 아이템이 판매되는 방법의 2가지로 나뉜다. 후자의 경우 반지 아이템이 이에 해당하며 나머지 회복계 아이템등은 아이템 합성을 통해서만 아이템 종류를 늘릴 수 있다.
- 리토의 도구점에서 아이템 개발 협력의 명목으로 아이템 합성을 할 수 있다. 리토가 요구하는 아이템 조합과 개수를 만족하면 새로운 아이템이 생기며 제공한 아이템들로 생성된 새 아이템은 아이템 합성 시 1개를 주인공 일행이 얻는 동시에 뒤에 도구점에 아이템 목록에도 등록된다. 참고로 리토가 한번에 부탁하는 아이템 조합은 회복계, 상태 이상 등 스킬 회복 관련계 등 보통 3~4가지 계열이며 한가지 계열의 아이템 개발이 완료되었을 경우 해당 계열의 보다 상위 수준의 아이템의 조합으로 교체된다.

#### 아리스의 개조&정보점
아리스가 운영하는 본 가게에서는 현재 주인공의 무기를 강화해주는 일과 각종 유용한 정보를 돈을 받고 파는 일을 한다.
- 주인공의 무기강화에는 2개의 원료(아이템)가 필요하며 원 무기와 재료간의 상성이 맞지 않을 경우 무기의 성능이 오히려 악화되는 경우도 있으니 주의할 필요가 있다. 상성에 관한 정보는 재료를 선택할 때 재료옆에 표기되어 있으니 그것을 참조하면 도움이 된다.
- 특정 조건을 만족한 이후엔 3개의 원료를 결합한 무기 강화도 가능해진다.
- 정보 구입의 경우 모험에 관연된 유용한 정보를 돈을 지불해 구입할 수 있다. 한번 구입한 정보는 비용없이 언제든지 가게에서 재열람이 가능. 구입가능한 정보의 경우 게임 매뉴얼 상에 나와있는 정보도 있지만 매뉴얼에 수록되지 않은 정보나 휘귀 아이템에 관한 정보 등 진귀한 정보도 있으니 자주 이용할 것. 단, 구입가능한 정보의 유용성 등의 여부에 따라 정보의 가격에는 차이가 있다.
- 정보 구입시 구입 가능 리스트의 항목은 최초 등장하는 항목을 제외하면 각각 일정 조건들을 달성해야만 등장한다.

#### 행상인
- 가끔 마을에 행상인이 등장하는 경우가 있다. 행상인의 경우 휘귀한 아이템을 가지고 있지만 돈이 아닌 주인공 일행이 보유한 아이템을 교환하여 구입해야 된다. 또한 항시 행상인이 마을에 상주하고 있지는 않고 자주 물물교환을 할수록 더욱 유용한 아이템이 등장하기 때문에 행상인이 있을 땐 가급적 아이템을 구입하는 편이 좋다.
- 리코인의 경우 필드 내 보물상자, 전투 후 습득의 경우를 제외하면 행상인을 통해서만 구할 수 있으므로 만일 리코인의 소지 개수가 부족해 질 경우 행상인을 이용하는 것이 편리하다.

## 줄거리
고고학자를 꿈꾸는 청년 베이글 로코는 유적 발굴 작업이 겨우 일단락 되어 고아원을 나와서 만나지 못했던 소꿉친구 마리아 로코를 만나기 위해 마리아가 부임해있다던 동쪽 끝의 마을 솔트벨을 향해 떠난다. 마차를 타고 솔트벨을 향하던 도중에 돈이 모자라서 도중부터 걸어가야 했지만 악전고투 끝에 솔트벨 마을에 다다른 베이글. 베이글과 재회한 마리아는 그 동안 연락 한번하지 않은 서운함에 처음엔 시큰둥하게 대하지만 몇 시간도 되지 않아 반갑게 맞이한다. 다음날 역사에 대한 호기심에 마을 근처에 있는 세계의 끝을 찾아간 베이글은 그곳의 모래바닥에 쓰러져 있던 한 소녀를 발견하고 되고 베이글 덕분에 깨어난 소녀는 베이글을 보자마자 아주 기뻐하며 구세주라는 말과 함께 그에게 힘껏 안긴다. 리논이라고 자신을 밝힌 소녀가 베이글에게 건낸 한권의 책. 그것이 모든 이야기의 시작이었다.

## 등장인물
성우 이름은 비공개이며 여기서 언급한 성우 이름은 리프의 공식적인 발표는 아니다.

### 주인공
베이글 로코(ベーグル・ロコ, Beigel Loco)
성우 - 카자네
고고학자를 꿈꾸는 청년으로 이 게임의 주인공. 고아원 출신이며 고고학자가 되고픈 마음에 신학교를 뛰쳐나와(사실은 성적이 안좋아 쫓겨나와) 유적 발굴에 매달리고 있었다. 상당히 낙천적인 성격에 여자에게 만큼은 관심이 많다. 참고로 로코라는 성은 고아원에서 붙여준 것으로 유래는 고아원의 이름인 로코홈. 전투시엔 자신의 책(성서)을 사용한다. 물리공격과 회복마법, 공격마법을 적절히 겸비한 만능형 타입.

### 메인 히로인
메인 히로인은 총3명이며 주인공을 포함한 4인이 전투 파티에 참여한다.
리논(リノン, Rinon)
성우 - 아유카와 히나타
세계의 끝에서 베이글이 만난 소녀. 그녀에 대해선 세계의 끝을 통하여 왔다는 것 이외엔 밝혀진 것이 없다. 주인공을 구세주로 부르며 무척이나 따른다. 사실 세계의 끝을 넘어오기 이전부터 베이글을 좋아해왔지만 주위 분위기에 휩싸여 막상 베이글과 둘이서 있을 기회는 별로 없는 상태. 항상 티포라는 수수께끼의 생물을 데리고 다닌다. 전투시엔 거대한 열쇠를 사용(단, 물리공격 시엔 티포를 사용한다). 마법공격에 강점을 가진 캐릭터.
야하(ヤハ, Yaha)
성우 - 나바타메 히토미
베이글이 리논을 구하러 백작성으로 가던 중 위험에 빠졌을 때 구해준 소녀. 리논과는 같은 동료 관계로 리논을 다시 데려가기 위해 세계의 끝에서 건너왔다는 듯. 베이글에 대해선 못마땅하게 생각하고 있다. 전투시엔 거대한 십자가 모양의 창을 사용한다. 물리공격에 강한 면모를 가진 캐릭터.
마리아 로코(マリア・ロコ, Maria Loco)
성우 - 쿠라타 마리야
성전교단에 소속된 솔트벨 마을의 수녀. 교단 내에서 상당히 우수한 치유술사임에도 솔트벨이라는 변경 지역에 부임한 이유는 불명. 베이글과는 같은 고아원 출신으로 그런 까닭으로 베이글과 마찬가지로 로코라는 성이 붙여졌다. 베이글과는 소꿉친구라는 단어로는 표현할 수 없을 정도의 강한 유대관계를 가지고 있고 언제나 베이글의 일을 걱정하고 있다. 사실은 베이글을 맘속으로 좋아해왔다. 전투시엔 권총(무기강화에 따라선 쌍권총)을 사용한다.(특정 스킬의 경우엔 기관총 또는 레이저포를 사용) 물리 공격이 주 분야 지만 회복 마법과 공격 마법도 보유하고 있다.

### 서브 히로인 및 주변 인물
나타스(ナタス, Natas)
성우 - 아야세 유우
리논, 야하들의 리더격 존재. 인간들에겐 재앙의 예언자라고 불리며 공포의 대상으로 인식되었다. 솔트벨 마을 근처의 지하유적에 오랫동안 잠들어 있었지만 베이글 일행에 의해 깨어나게 되며 덕분에 세상사에 대해선 잘 알지 못한다. 상냥함과 강인함을 동시에 가지고 있는 인물로 베이글 일행이 나아가야 될 길을 조언해준다.
바디(バディ, Buddy)
성우 - 신도 마유미
존재할 리가 없는 네 번째의 악마. 말이 없고 냉정한 성격. 스웬이라는 수수께끼의 남자를 따르며, 어떤 명령이라도 절대복종. 낫모양의 거대한 창을 가지고 있다.
세시리아 큐베레(セシリア・キュベレー, Cecilia Kybele)
성우 - 미나세 사키
성전교단에 소속된 성기군의 리더. 젊은 나이에도 불구하고 빈틈 없는 행동거짐과 통솔력으로 부하로부터는 절대적인 신뢰를 얻고 있다. 하지만 신앙의 적에 대해선 용서가 없는 냉철한 전사. 그 탁월한 능력은 성전교단 내에서도 널리 퍼져있다.
에레미아 에우리스미아(エレミア・エウリスミア, Jeremiah Eurhythmia)
성우 -
성전교단의 성녀로 세간에는 여러 가지 기적을 일으키며 신성하게 받들어지고 있다. 하지만 실상은 돈과 보물을 좋아하는 소녀로 성녀라는 겉 모습을 배반할 정도의 괴팍한 성격으로 지나치게 세상을 현실적으로 바라보는 측면이 있다. 에레미아의 성녀라는 가면을 벗은 모습을 아는이는 세시리아, 그녀의 호위병과 성전교단의 고위층 정도. 한편 그녀의 과거에 대해선 성전교단의 극히 일부 인물밖에 알지 못할정도로 철저히 비밀에 붙여져있다.
스웬(スウェン, Swen)
성우 - 이케다 슈이치
바디가 따르는 수수께끼의 남자. 리논들과는 안면이 있는 듯하나 자세한 사정은 불명. 성전교단과 무언가 연결관계가 있는 듯하지만 역시 자세한 사정은 불명.
챠드(チャド, Chad)
성우 - 코구레 에마
베이글과 야하가 백작의 성에서 만난 자칭 귀족. 하지만 그녀 자신만 그렇게 외칠뿐 베이글 일행이 보기엔 완벽한 도적. 왜인지 베이글 일행과 자주 마주치며 우연인지 필연인지 그녀로 인해 베이글이 도움을 받은 적이 많다. 등 뒤에 큰검을 지니고 있지만 절대 칼을 뽑지않고 도망다니는 것이 특기. 검을 뽑으면 큰일이 난다는데... 그 밖에도 여러 가지 수수께끼를 많이 가지고 있다.
리토(リト, Rito)
성우 -
솔트벨 마을에서 도구점을 하고 있다. 변경 지역이지만 솔트벨 마을에서 도구점을 하는 이유는 근처에 휘귀한 약초가 많이 있어서 라는 듯. 야하에게 반해있어서 리토가 도구점에 찾아왔을 때랑 야하가 도구점을 찾아왔을 때의 태도는 천지차이.
벨(ベル, Bell)
성우 -
솔트벨 마을의 주임. 베이글이 마을에 온뒤로 크고 작은일이 일어난 탓에 베이글을 그렇게 썩 좋아하진 않는 듯하면서도 가끔 충고를 해주기도 한다. 마을을 위한 책임감은 상당히 강한편.
보저백작(ボーザ伯爵)
성우 -
솔트벨 마을 근처의 영주. 세계의 끝을 노리고 있으며 그런 이유로 솔트벨 마을을 호시탐탐 노리고 있다. 게임 초반에 세계의 끝에서 일어난 이변을 구실로 리논을 자신의 성으로 끌고간 인물.

## 지명설명
비조프닐(ビゾプニル)
베이글과 마리아가 속한 왕국의 중심 지역으로 로코홈 고아원도 이 곳에 위치하고 있다. 인근 지역에 적국이 위치하여 있으며 근래에 잦은 교전이 발생하고 있다.
세계의 끝(世界の果)
동쪽의 끝에 위치한 솔트벨 마을의 옆에 위치한 모래지역. 모래 폭포로 보이는 듯한 거대한 벽이 존재하며 세상 누구도 이를 뛰어넘은 자는 없고 몇 차례 조사단이 투입됐지만 돌아온 사람은 한명도 없었다. 물론 세계의 끝 건너편에 무엇이 존재하는지 아는 자도 아직까지 존재하지 않는다.
베이글이 솔트벨 마을에 도착 후 최초로 마주하게 되는 필드 지역. 처음 솔트벨 마을을 통해 이 지역에 왔을 경우 한정으로 전투가 발생하지 않는다. 솔트벨 마을과 연결된 통로를 통해 이지역으로 이동 가능하나 이벤트 상 한 번 사용한 이후 본 이동 루트는 사용이 불가능. 뒤에 스토리 진행에 따라 다시 이 지역으로 진입이 가능해지게 되며 이 이후엔 인접한 지역의 세이브포인트를 통하여 언제든지 이 지역으로 이동 가능.

## 용어설명
본 게임에서 나오는 용어중 일부는 현재 우리가 사용하는 단어와 같은 단어가 있지만 그 의미는 우리가 생각하는 것과 완전히 동일한 의미는 아니다.
아다만(アダムン)
신이 세계의 창조를 위해 만든 존재로 신의 대행자의 역할을 맡으며 세계의 설계도라 할 수 있는 진실된 성서를 펼치면 모습을 나타내는 깃털펜을 다룰 수 있는 자격을 가진 유일한 존재. 이를 이용하여 세상을 구성지만 세상의 구성은 매우 힘든일이여서 7일이 지나서야 겨우 물을 마실 수 있는 수준이 되어 휴식을 취하였다고 한다. 후에 이브가 아다만의 보조를 위해 내려오게 되나 후일 이브의 유혹에 의해 엄지 손가락을 자르게 되고 이에 노한 신이 아다만을 여러 조각으로 잘개 쪼개고 만다. 이는 대지에 떨어져 남성 인간이 되고, 이브의 조각들에 의해 창조된 여성 인간들과 함께 최초의 인류가 된다.
이브(イヴ)
신이 혼자서 세계를 만드는 수고를 덜기 위해 만든 존재. 신의 의지대로 아다만을 돕고 있었지만 뱀의 꼬드김에 넘어가 하늘로 올라가고 만다. 이로 인해 신의 노여움을 받은 이브는 아담과 함께 여러 조각으로 잘개 쪼개져 대지에 떨어진다. 대지에 떨어진 이브의 조각들은 여성 인간이 되고 이들이 아담의 조각들과 함께 최초의 인류가 된다. 우리가 생각하는 이브와 유사한 존재.
뱀
원래는 날개를 가지고 자유롭게 날 수 있던 신성한 동물. 그러나 이브를 꼬드겨 하늘로 올라가게 된일이 신의 노여움을 사서 날개를 잃어버리고 평생 땅에서 기어다니는 동물이 되고 말았다고 성서에 기록되어 있다. 베이글은 뱀이 아담을 사랑한 나머지 그런 행동을 벌였다고 생각하는데...
인간
아담과 이브의 조각으로 인해 창조된 인류의 시초로부터 번식한 생물. 아담과 이브의 후손인 까닭에 신이 정한 룰을 벗어날 수 없는 원죄를 떠안게 되었다.
북(Book)
신이 이 세상에 최초로 내려준 책을 가리키는 대명사. 이 책이 바로 진실된 성서이다.
성서
원래 신이 내려준 유일한 존재인 성서(북)를 가리키나 오랜 세월을 거쳐 그 존재는 전설이나 마찬가지가 되었다. 현재는 오랜 역사동안 성전교단에 의해 고쳐나가진 성서를 가리킨다. 우리가 생각하는 성경과 유사한 존재.

## 게임 정보

### 스탭
리프 도쿄 개발실에 의한 작품
- 시나리오: 마쿠라 나가레(주요 참여작:네가포지, 쿠사리, 투하트2의 유마/마나카 시나리오 등)
- 캐릭터 디자인·원화: Karen(베이글, 리논, 야하, 마리아), 미츠미 미사토(세시리아), 아마즈유 타츠키(에레미아), 나카무라 타케시(나타스), 카와타 히사시(바디, 스웬)
- 3D 캐릭터 디자인: 후루데라 나루(5명의 원화가들이 맡지 않은 나머지 캐릭터의 디자인도 담당.)
- 음악: 시모카와 나오야, 이시카와 신야, 마츠오카 쥰야, 키누가사 미치오, 나카가미 카즈히데

### 주제가
- 오프닝곡：「Hold a dream」
노래:우레하라 레나 작사:나카가미 카즈히데 작곡·편곡:마츠오카 준야
- 엔딩곡：「SEED」
노래:우레하라 레나 작사:나카가미 카즈히데 작곡·편곡:마츠오카 준야